# 무반 (행정 구역)
무반(태국어: หมู่บ้าน, Muban)은 태국의 최하위 행정 구역이다. 보통 마을, 촌 등으로 해석이 되며, 땀본(군, 동)에서 갈라진 행정구역이다. 2008년 현재 74,944개의 무반이 타이에 존재하고 있다. 1990년 인구 통계에서는 무반 당 평균 144가구, 746명의 사람들이 존재하고 있었다.

## 개요
무반은 하나의 거주지만 뜻하는 것은 아니며, 거주지가 크면 여러 개의 무반으로 나뉠 수 있다. 또한 가구가 적으면 여러 개의 거주지를 모아서 하나의 무반으로 구성할 수도 있다.
마을의 이름에서 무반은 보통 ‘반’(บ้าน, ban)으로 줄여서 표현한다.

## 행정
촌장 또는 이장은 타이어로 ‘푸 야이 반’(태국어: ผู้ใหญ่บ้าน)이라고 하며, 마을의 구성원들에게 선출되어 내부의 관료들에게 임명을 받는다. 두 명의 보조를 둘 수 있고, 한 명은 정부의 일을 담당하며, 한 명은 보안의 역할을 맡는다. 또한 마을의 사람들이 투표를 통해 마을 위원회를 구성하기도 하여, 마을의 의사 결정체로서의 역할을 한다. 원래 이장은 한번 선택되면 은퇴할 때까지 임기를 지속한다. 지금은 5년간 임기를 가지지만, 재선에 나설 수 있다.
땀본이나 시(테사반 므앙과 테사반 나콘)의 일부로서 무반의 연합체는 이장을 따로 선출할 수 없다.

## 같이 보기
- 태국의 주
- 태국의 하부 행정 구역
- 땀본